# 日本開發構想研究所
日本開發構想研究所是原日本內閣府主管的一個財團法人，是從事關於城市開發、高等教育的研究和咨询的智庫。

## 概要
- 地址：東京都港区虎之門1-16-4  7樓
- 設立：1972年7月5日
- 認可官廳：内閣府、國土交通省
- 理事長：戶沼幸市
- 研究員数：20名
- 受託人：学校法人、国土交通省等
- 專業領域：高等教育、国土開發